# 圣方济各沙雷氏堂 (圣路易斯)
圣方济各沙雷氏堂（Saint Francis de Sales Oratory）是一个罗马天主教教堂，位于美国密苏里州圣路易斯南部。它是天主教圣路易斯总教区的第二大教堂，仅次于圣殿主教座堂。

## 历史
圣方济各沙雷氏堂创建于1867年，主要服务于当地的德国移民。第一座教堂建成于1868年5月24日，1896年5月27日被龙卷风摧毁。1908年11月26日新教堂建成，由柏林建筑师Viktor Klutho设计，采用哥特复兴风格。堂内十架苦像祭台画高达 52英尺（16），两侧祭台分别供奉圣母玛利亚、圣若瑟、永援圣母和布拉格圣婴。花窗玻璃出自本地名家之手。教堂尖顶高达300英尺，为美国第六高的教堂。
1978年11月2日，该堂被列入国家史迹名录。